# Llawhaden
Llawhaden (en anglais) ou Llanhuadain (en gallois) est un village et une communauté du Pembrokeshire, au pays de Galles.

## Géographie
Llawhaden est situé dans l'est du Pembrokeshire, dans la vallée de la Cleddau orientale, à 6 km au nord-ouest de la ville de Narberth. Le chef-lieu du comté, Haverfordwest, est situé à une douzaine de kilomètres à l'ouest.
La communauté de Llawhaden comprend aussi le village de Robeston Wathen (en), à quelques kilomètres au sud, juste au nord de la route A40 (en), ainsi que le hameau de Gelli (en), au nord, près du confluent de la Cleddau orientale et de la Syfynwy (en).

## Histoire
Au Moyen Âge, Llawhaden appartient aux évêques de St David's. L'évêque Bernard y édifie une motte castrale au début du XIIe siècle, mais ce premier château de Llawhaden est détruit par le roi gallois Rhys ap Gruffydd en 1193. Reconstruit au XIIIe siècle, il reste une résidence privilégiée des évêques de St David's jusqu'au début du XVe siècle.

## Politique
Pour les élections locales, la communauté de Llawhaden est rattachée au ward (district électoral) de Martletwy, qui comprend aussi les communautés de Martletwy et Uzmaston, Boulston and Slebech. Ce ward élit un des 60 membres du conseil de comté du Pembrokeshire (en). Lors des élections locales de 2022, la candidate des conservateurs Di Clements est élue sans opposition.
Pour les élections à la Chambre des communes, Llawhaden appartient à la circonscription de Mid and South Pembrokeshire depuis les élections générales de 2024.
Pour les élections au Parlement gallois, Llawhaden est rattaché à la circonscription de Carmarthen West and South Pembrokeshire.

## Démographie
Au recensement de 2011, la communauté de Llawhaden comptait 688 habitants.
| 1801 | 1811 | 1821 | 1831 | 1841 | 1851 | 1881 |
| ---- | ---- | ---- | ---- | ---- | ---- | ---- |
| 371  | 491  | 594  | 657  | 634  | 669  | 538  |

| 1891 | 1901 | 1911 | 1921 | 1931 | 1951 | 1961 |
| ---- | ---- | ---- | ---- | ---- | ---- | ---- |
| 547  | 473  | 431  | 458  | 445  | 402  | 355  |

| 1971 | 1981 | 1991 | 2001 | 2011 | - | - |
| ---- | ---- | ---- | ---- | ---- | - | - |
| 371  | ?    | ?    | ?    | 688  | - | - |

## Culture locale et patrimoine
Les ruines du château de Llawhaden, à l'est du village, datent du XIIIe siècle. Elles constituent un monument classé de grade I depuis 1971.
L'église paroissiale de Llawhaden est dédiée à Aidan de Ferns, un disciple de saint David. Les plus anciennes parties du bâtiment remontent au XIIe siècle, mais il a connu beaucoup de modifications aux XIIIe et XIVe siècles, puis une restauration en profondeur au XIXe siècle. C'est un monument classé de grade II* depuis 1971.
La communauté de Llawhaden abrite deux autres monuments classés de grade II* : le pont de Llawhaden (en) sur la Cleddau orientale, construit vers le milieu du XVIIIe siècle, et Vaynor, une ferme du début du XVIIIe siècle à l'est de la rivière.

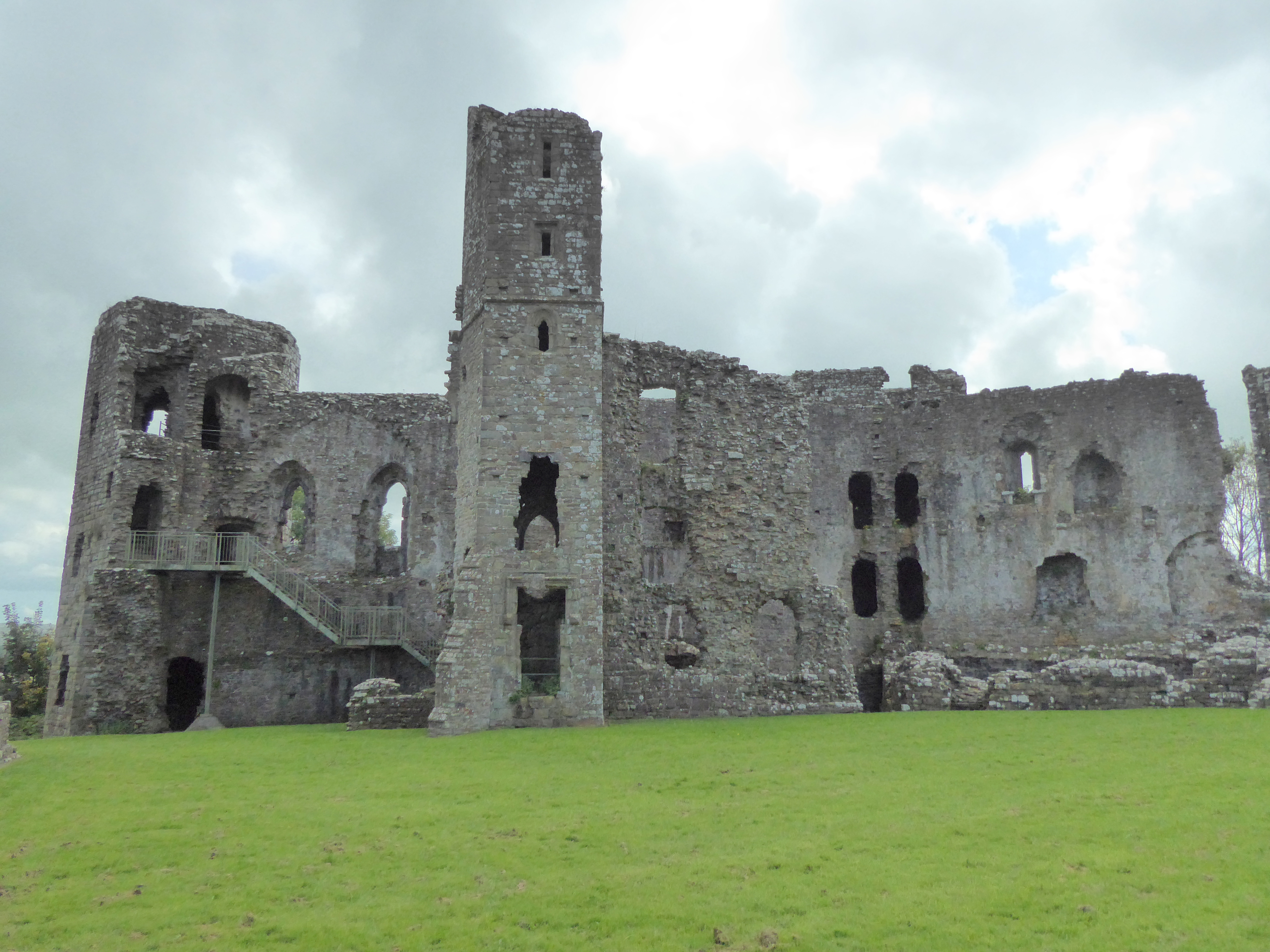
Les ruines du château de Llawhaden.
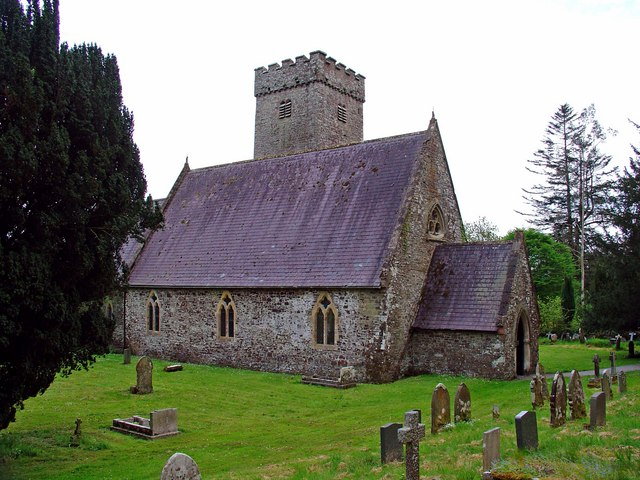
L'église Saint-Aidan.
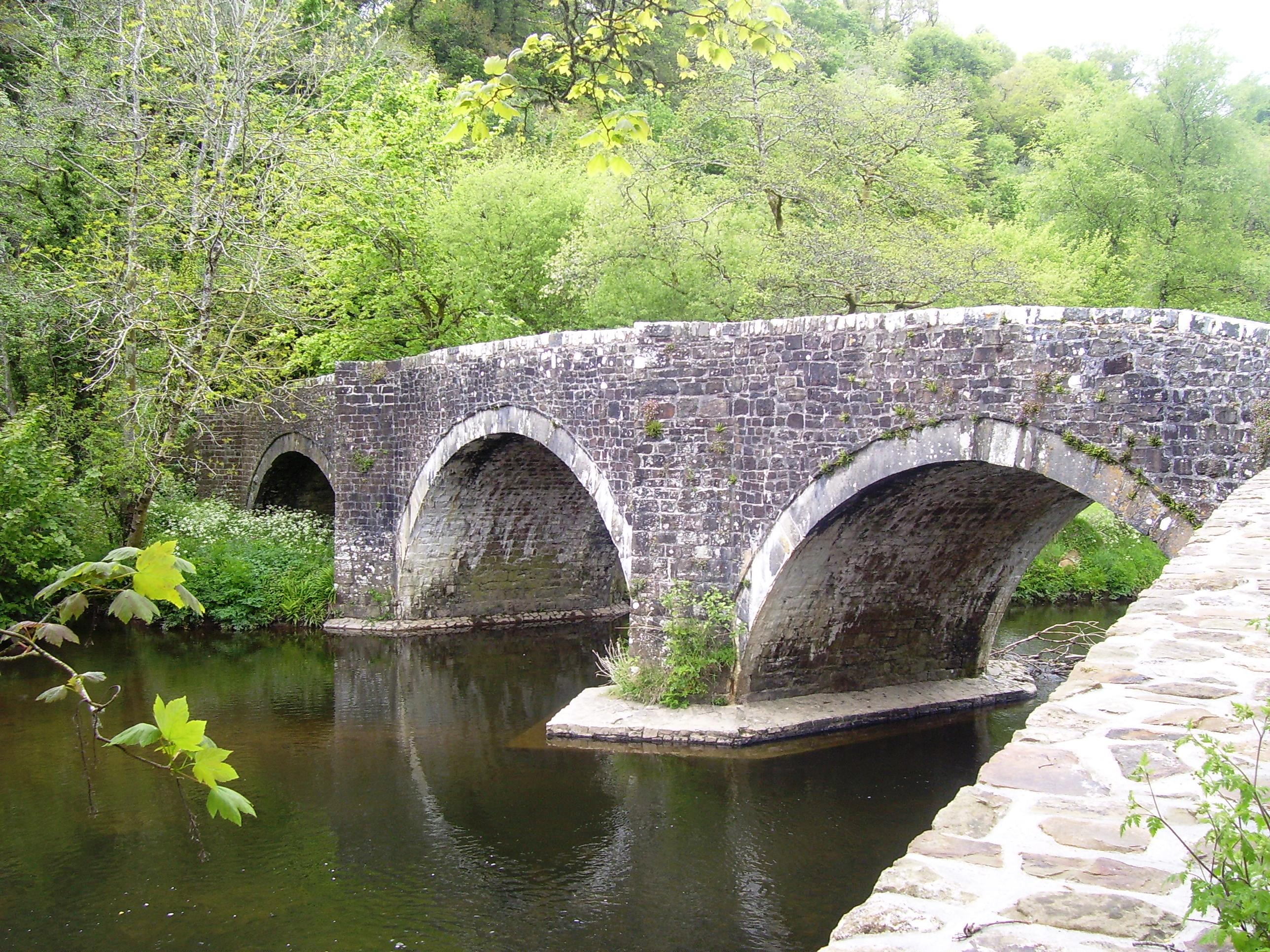
Le pont de Llawhaden (en).